# Лийвоя
Ли́йвоя (эст. Liivoja)  — деревня в волости Йыгева уезда Йыгевамаа, Эстония.

## География и описание
Расположена в 3 километрах к северу от уездного и волостного центра — города Йыгева. Высота над уровнем моря — 74 метра.
Климат умеренный. Официальный язык — эстонский. Почтовый индекс — 48418.

## Население
По данным переписи населения 2011 года, в Лийвоя проживал 81 человек, все — эстонцы.
По данным переписи населения 2021 года, число жителей деревни составило 85 человек, все — эстонцы.
Численность населения деревни Лийвоя по данным переписей населения:
| Год  | 1959 | 1970  | 1979  | 1989 | 2000 | 2011 | 2021 |
| ---- | ---- | ----- | ----- | ---- | ---- | ---- | ---- |
| Чел. | 127  | ↘ 116 | ↗ 119 | ↘ 73 | ↗ 94 | ↘ 81 | ↗ 85 |

## История
Деревня выросла на землях хутора Ливоя, впервые упомянутого в 1900 году. В письменных источниках 1909 года записана как Liwoja. После Второй мировой войны и до 1977 года носила название Мяэ-Лийвоя (Mäe-Liivoja).

## Происхождение топонима
Деревня получила своё название по имени расположенного неподалёку объекта природы — ручья (Liivoja с эст. — «Песочный ручей»).